# Bhrigu Kumar Phukan
Bhrigu Kumar Phukan (* 25. April 1956 in Sivasagar, Assam; † 20. März 2006 in Neu-Delhi) war ein indischer Politiker.
Phukan führte in den 1980er Jahren mit der Studentenorganisation All Assam Students Union (AASU) eine Kampagne gegen Ausländer. Er war damals der Generalsekretär der AASU. Im Jahr 1985 wurde zwischen der AASU und der Regierung der historische Assam Accord unterzeichnet. Die AASU gründete 1985 die Partei Asom Gana Parishad und gewann die Wahlen und Phukan wurde in Assam mit 30 Jahren der bisher jüngste Innenminister in Indien. 1991 spaltete ein Streit die AGP und Phukan formierte die Partei Natun Asom Gana Parishad. Aufgrund der Aufspaltung verlor die AGP 1991 die Wahlen.
Bereits 1996 löste sich die NAGP wieder auf und Phukan kehrte zur AGP zurück, um 1998 erneut auszutreten und die Partei Asom Jatiya Sanmilani zu gründen. 2001 verschmolz seine Partei mit der Nationalist Congress Party. Später trat Phukan erneut der AGP bei.
Phukan starb an multiplem Organversagen und hinterließ seine Frau und eine Tochter.